# René Arnoux
René Arnoux (Pontcharra, (Grenoble), 4 juli 1948) is een voormalig Franse Formule 1-coureur, die van 1978 tot 1989 voor respectievelijk: Martini, Surtees, Renault, Ferrari en Ligier reed. 

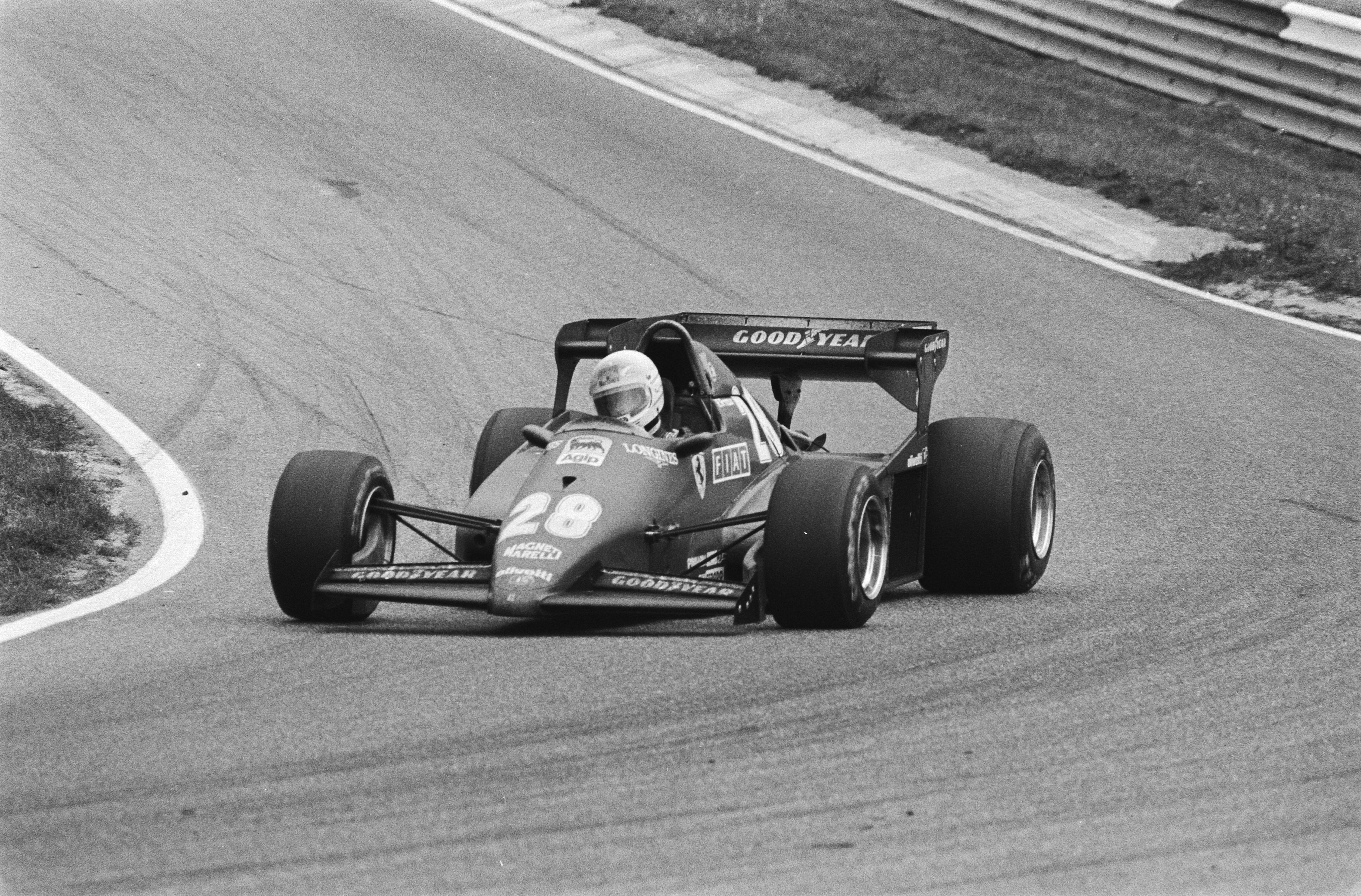
René Arnoux in een Ferrari tijdens de GP van Nederland 1983, de laatste Grand Prix die hij won.

In 2006 startte hij in de inwijdingsrace van de Grand Prix Masters voor oud-Formule 1-piloten. 
Tegenwoordig is Arnoux vaak de gast bij historische evenementen, zoals de World Series by Renault.